# François Bonivard

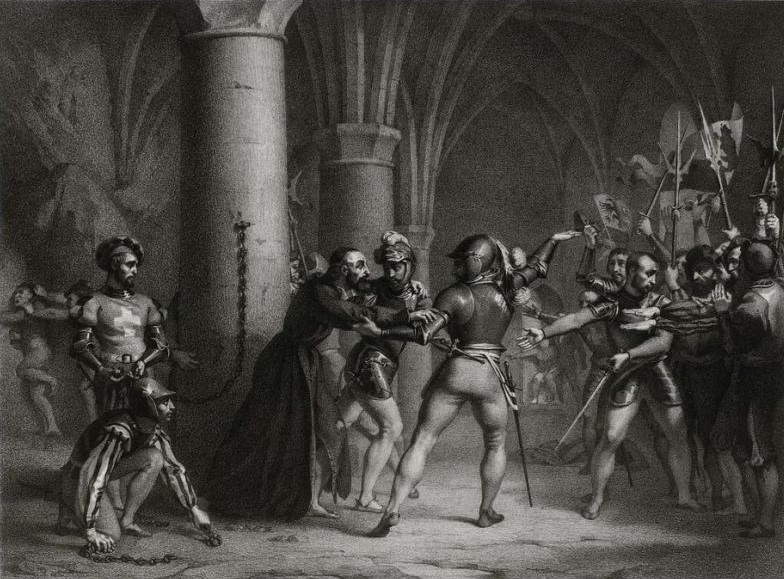
La délivrance de Bonivard, quadre de Franck-Edouard Lossi (1898)

François Bonivard o Bonnivard (Seyssel, 1496 - 1570 o 1571) va ser un patriota i historiador suís, l'empresonament del qual al castell de Chillon va ser font d'inspiració per al poema de lord Byron "El presoner de Chillon" (1816).

## Biografia
François era fill de Louis Bonnivard, seigneur de Lunes, i va néixer a Seyssel en una família de Savoia. Es va educar a Torí des del 1510 amb el seu oncle Jean Aimé de Bonnivard, prior de Saint-Víctor, a Ginebra. El jove Bonivard el va succeir i es va oposar al duc de Savoia Carles III, que intentava apoderar-se de Ginebra. El duc va decidir capturar Bonivard i tancar-lo a Grolée des del 1519 fins al 1521. El captiveri no va ser suficient per a dissuadir Bonivard, que va continuar la seva lluita política.
Jean-Jacques Rousseau, en la seva novel·la Nouvelle Héloïse, evoca François Bonivard: «amic de la llibertat, tot i ser de Savoia».

### Presoner al castell de Chillon

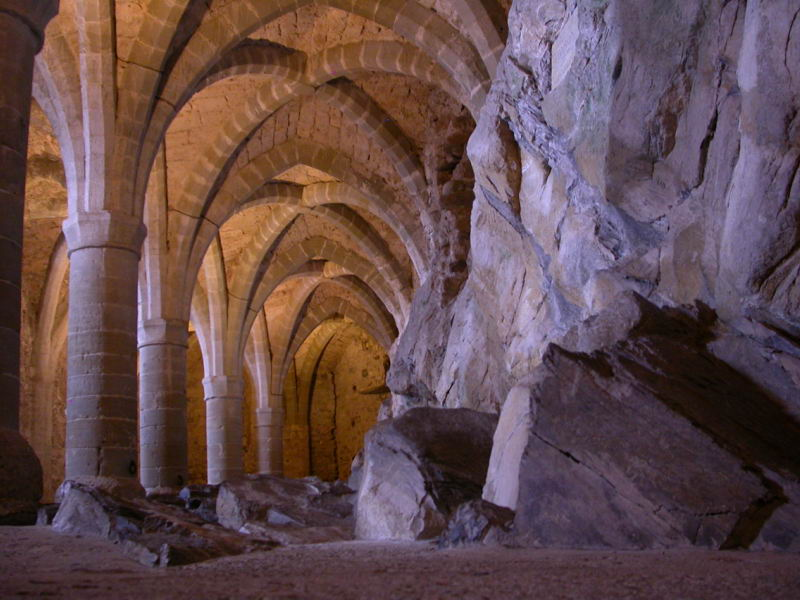
Soterranis del castell de Chillon

El 1530, va ser segrestat per uns bandits en les muntanyes del Jura. Els bandits el van lliurar al duc de Savoia, que el va enviar als soterranis del castell de Chillon. Amb ell, van ser tancats els seus dos germans. El primer, massa acostumat a l'aire pur de la muntanya, va sucumbir a l'aire viciat del soterrani. El segon, jove i innocent, es va apagar també, lentament.
Bonivard resistí i va romandre allí fins a finals de març de 1536, data en què les tropes berneses i Ginebra van decidir assetjar el castell.
El duc de Savoia, llavors a càrrec de Chillon, havia ordenat «torturar els presos de Ginebra mitjançant corriola i executar-los sense dubtar» si les tropes berneses apareixien. Presa del pànic davant la idea de caure en mans dels bernesos, confederats famosos per la seva manca de pietat amb els presoners, la guarnició savoiana va deixar amb vida els presos i va escapar durant la nit. Els ginebrins van forçar, llavors, les portes del castell per alliberar els presoners, inclòs Bonivard.
| « | «El llac Leman banya les muralles del castell de Chillon. Des de dalt dels merlets blancs com la neu, la sonda s'enfonsa mil peus en la profunditat de les ones que envolten el calabós per tots costats. D'aquesta manera, la doble barrera de la pedra i l'aigua convertia la nostra cel·la en una tomba en vida. La fosca cova on jèiem està construïda sota el nivell del llac. Dia i nit, sentíem batre les onades per sobre dels nostres caps. [...] Hi ha set pilars de forma gòtica a les masmorres antigues i profundes de Chillon; hi ha set columnes, massisses i grises, amb prou feines il·luminades per un llamp capturat, un raig de sol que ha perdut el seu camí . [...] Hi hauria acollit amb un somriure la mort si me l'haguessin atorgada. »[...] [Després del seu alliberament pels de Berna:] «Els vaig veure, i seguien igual, no havien canviat d'aspecte com jo; vaig veure la seva vella nivositat de milers d'anys, caient a plom sobre el vast llac que s'estén al lluny i el Roine blau en el seu curs més ample. » Lord Byron, extractes del seu poema El presoner de Chillon (1816). | » |

### Ciutadà de Ginebra
Bonivard va tornar a Ginebra, però el seu priorat de Saint-Victor havia estat destruït. Ginebra li va concedir una pensió anual de 200 escuts i el va ascendir al rang de «ciutadà» amb un escó al consell de la ciutat fins a 1537. Es va casar quatre vegades, però va estar sempre en una situació precària. Endeutat, tot i l'assistència prestada per la ciutat, Bonivard no va abandonar, però, el seu treball d'historiador. El 1542, es va llançar a un projecte sobre la història de Ginebra. Sota la pressió de la censura, el manuscrit de les Cròniques de Ginebra va ser enviat el 1551 a Joan Calví perquè li fes correccions. No obstant això, el llibre no va ser publicat fins a 1831. Bonivard li havia donat forma segons el seu punt de vista com antisavoià amb una reflexió sense neutralitat. Entre altres coses, hi denunciava l'acció dels reformadors.
El 1551, va llegar la seva biblioteca al públic i, a la seva mort, els seus béns van revertir a la ciutat de Ginebra. De tota manera, la data de la seva mort continua sent poc clara a causa d'una llacuna en els registres de la ciutat. Hi hauria mort el 1570 o 1571.
Va escriure la Crònica de Ginebra fins a 1530, impresa de 1825 el 1831, i alguns escrits polèmics força mordaços, en què ataca tant l'Església romana com els reformadors.